# Gösta Wijkman
Sten Gösta Wijkman, född den 30 augusti 1905 i Västerås, Västmanlands län, död den 7 april 1944 i Enskede församling, Stockholm var en svensk författare och redaktör. 
Han var bland annat verksam inom frisksport- och orienteringsrörelsen och skrev flera böcker om orientering.
Gösta Wijkman, som kallades "Orienteringsprofessorn", var från 1937 redaktör för tidningen Friluftsliv - Skogarnas och Viddernas tidning. År 1939 slogs tidningen samman med tidningen Frisksport. Åren 1939–1940 var Wijkman redaktör för den nya tidningen som fick namnet Frisksport och Friluftsliv. Han var även medarbetare i flera andra tidningar, ofta under namnet "Gotman", och verkade som föreläsare och instruktör inom orienteringssporten.
Gösta Wijkman var aktiv i flera orienteringsklubbar. År 1925 var han med och stiftade SK Gothia, där han satt i styrelsen till 1935. Därefter var han aktiv i Hellas. Från 1941 till sin död var han ordförande i Stockholms OK, som han även var med och grundade. Åren 1935 och 1936 var han medlem av svenska landslaget i orientering. Han var initiativtagare till den återkommande Fjällorienteringen, som arrangerades för första gången 1938. Gösta Wijkman var även banläggare för premiärtävlingen.
Han ägnade sig dessutom åt flera andra sporter, bland dem gång, bland annat som sekreterare i Svenska gångförbundet (1934). År 1935 kom han femma i de svenska mästerskapen i maraton.
Gösta Wijkman var textförfattare till Orienterarvalsen (Där de mörkaste skogarna susa), som 1940 gavs ut på grammofonskiva med Harry Brandelius.